# Live in Jazzgot
Live in Jazzgot – koncertowy album zespołu Pink Freud. Nagranie pochodzi z występu, który odbył się 1 lutego 2002 roku w warszawskim klubie Jazzgot. Jest to jedyny zapis koncertu Pink Freud w składzie z Piotrem Pawlakiem na gitarze i Pawłem Nowickim na perkusji, dla którego był to ostatni występ z Pink Freud. Płyta ta jest jedynym zapisem koncertowej działalności z wczesnego okresu działalności zespołu.
Na płycie znajdują się trzy utwory, które są przedpremierowymi wykonaniami piosenek umieszczonych na następnej płycie zespołu – Sorry Music Polska. Dwie pierwsze są autorskimi kompozycjami, trzecia jest autorstwa George’a Gershwina.
Płyta ta nie zawiera okładki, spisu piosenek ani składu grającego na płycie.

## Twórcy
- Tomasz Ziętek – trąbka
- Piotr Pawlak – gitara
- Wojciech Mazolewski – gitara basowa
- Paweł Nowicki – perkusja

## Spis utworów

### Oficjalna lista
W związku z tym, że album nie zawiera spisu piosenek oficjalnie podaje się taką listę.
1. (28:02)
2. (15:19)
3. (19:12)